# Llista de presidents de l'Assemblea Nacional Popular de Guinea Bissau
Aquesta és la llista de presidents de l'Assemblea Nacional Popular de Guinea Bissau.
| Nom                                    | Pren possessió         | Deixa el càrrec        |
| -------------------------------------- | ---------------------- | ---------------------- |
| João Bernardo Vieira                   | 1973                   | 1978                   |
| ?                                      | 1978                   | 1980                   |
| No hi ha branca legislativa del govern | 1980                   | 1984                   |
| Carmen Pereira                         | 14 de maig de 1984     | 1989                   |
| Tiago Aleluia Lopes                    | ?                      | 1994                   |
| Malam Bacai Sanhá                      | 1994                   | Maig de 1999           |
| ?                                      | 1999                   | 28 de gener de 2000    |
| Jorge Malú                             | 28 de gener de 2000    | 14 de setembre de 2003 |
| Sense legislatiu                       | 14 de setembre de 2003 | 7 de maig de 2004      |
| Francisco Benante                      | 7 de maig de 2004      | 22 de desembre de 2008 |
| Raimundo Pereira                       | 22 de desembre de 2008 | 9 de gener de 2012     |
| Manuel Serifo Nhamadjo (ad interim)    | 3 de març de 2009      | 8 de setembre 2009     |
| Manuel Serifo Nhamadjo (ad interim)    | 9 de gener de 2012     | 12 d'abril de 2012     |
| Cipriano Cassamá                       | 16 de juny de 2014     | En el càrrec           |